# Teorie spiskowe o lądowaniu Apollo na Księżycu

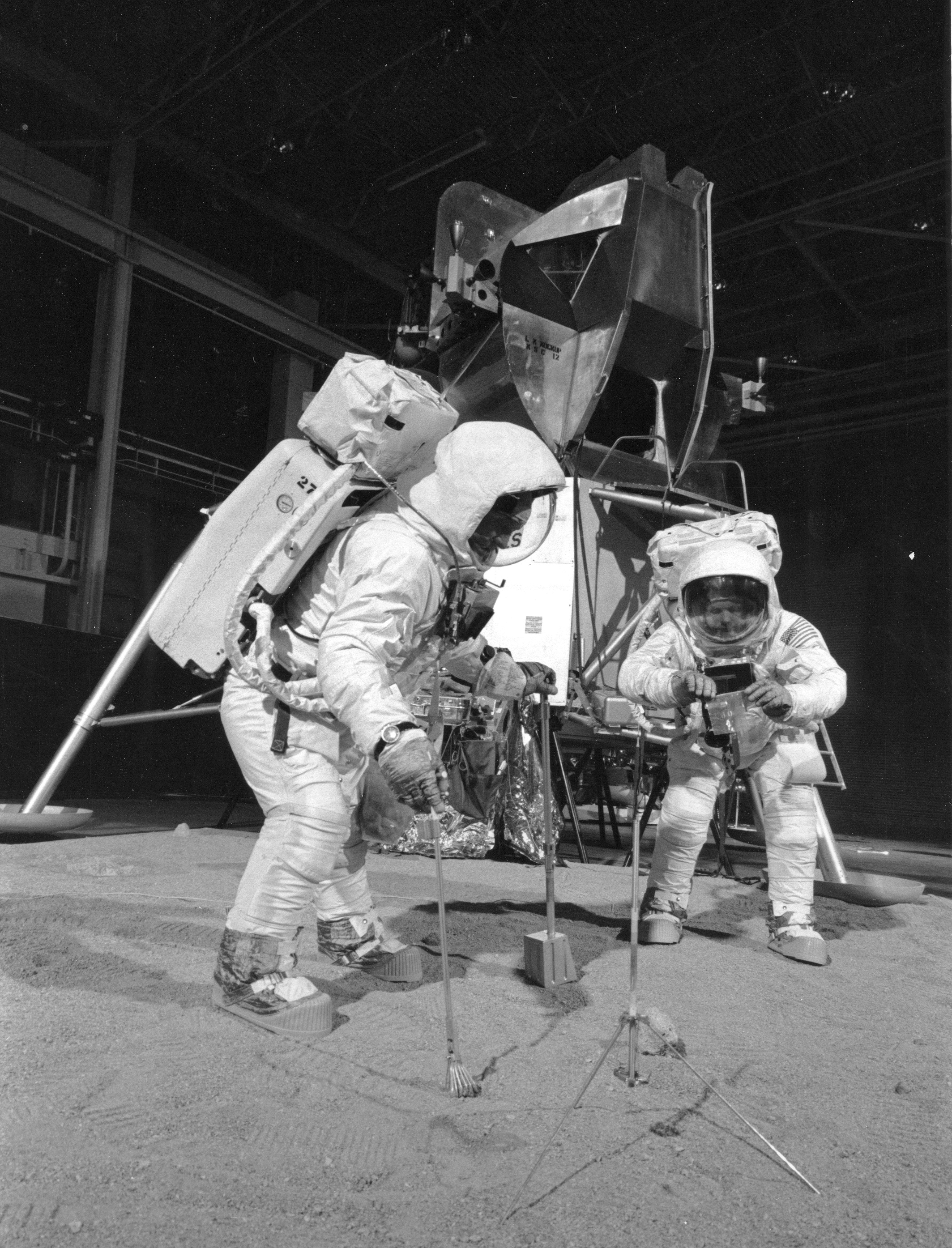
Astronauci Neil Armstrong i Buzz Aldrin podczas ćwiczeń na tle atrapy powierzchni Księżyca i lądownika. Część zwolenników teorii spiskowej uważa, że wszystkie misje Apollo zostały sfilmowane na takim planie

Teorie spiskowe o lądowaniu Apollo na Księżycu – teorie spiskowe, które powstawały sukcesywnie od czasu wypraw programu Apollo (1969–1972). Ich wyznawcy uważają, że amerykańscy astronauci wcale nie wylądowali na Księżycu, a agencja kosmiczna NASA sfingowała zdjęcia, filmy, próbki skał księżycowych i inne dowody tego wydarzenia.
Istnieje wiele stron internetowych i publikacji podtrzymujących, jak i odpierających zarzuty zwolenników tej teorii spiskowej. Temu zagadnieniu poświęcona jest również w całości jedna ze stron internetowych NASA.
W 2001 roku stacja telewizyjna FOX poświęciła tym teoriom spiskowym specjalny program zatytułowany Conspiracy Theory: Did We Really Land on the Moon? (dosł. Teoria spiskowa: Czy naprawdę wylądowaliśmy na Księżycu?). Wszystkie zarzuty czy teorie spiskowe z tego programu zostały obalone.
Według wyników sondażu opinii publicznej przeprowadzonego w Stanach Zjednoczonych w 1999 roku przez Instytut Gallupa, na pytanie, czy wierzą, że lądowanie na Księżycu zostało sfałszowane, twierdząco odpowiedziało 6% ankietowanych.

## Argumenty stron
Argumentem przemawiającym za nieprawdziwością tej teorii spiskowej, jest fakt, że gdyby istniały jakiekolwiek wątpliwości co do lądowania Amerykanów na Księżycu, to ZSRR nagłośniłby tę informację i ogłosił, że USA nie wygrały wyścigu na Srebrny Glob. Na nagraniu z misji Apollo 15 David Scott spuszcza z równej wysokości młotek i piórko, które z przyspieszeniem grawitacyjnym charakterystycznym dla Księżyca osiągają jego powierzchnię w tej samej chwili (przy oporze ziemskiej atmosfery tak by się nie stało). Selenonauci przywieźli na Ziemię 382 kilogramy skał księżycowych, które były badane przez naukowców z kilkunastu krajów.
Główne zarzuty zwolenników teorii spiskowej o lądowaniu Apollo na Księżycu sprowadzają się do następujących twierdzeń:
- Zarzut: Żaden astronauta nie przeżyłby poziomu promieniowania obecnego w pasach Van Allena.
- Odpowiedź: Poziom promieniowania jest na tyle niski, że pozwala przy obraniu odpowiedniej trajektorii zminimalizować otrzymaną dawkę.

Na różnych ujęciach flaga pomarszczona jest jednakowo

- Zarzut: Na żadnym ze zdjęć z Księżyca nie widać gwiazd.
- Odpowiedź: Czasy naświetlania używane przez astronautów nie pozwalają na zarejestrowanie światła gwiazd na kliszy.

- Zarzut: W całej bazie zdjęć dostępnych na serwerze NASA nie ma ani jednego zdjęcia, na którym astronauta wykonuje z kamerą w ręku obrót o 360 stopni, pokazując panoramę księżyca. Jest to niewykonalne w warunkach studyjnych, gdzie kamera dysponuje planem tylko 180 stopni.
- Odpowiedź: W bazie zdjęć dostępnych na serwerze NASA jest wiele zdjęć tworzących kilkanaście pełnych panoram Księżyca. W bazie filmów istnieją panoramy video 360 stopni np. https://www.nasa.gov/history/alsj/a17/video17.html (czas misji: 118:41:24), https://www.nasa.gov/history/alsj/a15/video15.html (czas misji: 211:24:15) i niemal pełne 360 stopni: https://www.nasa.gov/history/alsj/a17/video17.html (czas misji: 118:38:54).

- Zarzut: W całej bazie filmów NASA nie ma jakichkolwiek filmów z astronautami na tle Ziemi. Jest to niewykonalne w warunkach studyjnych, takie efekty umożliwia dopiero obróbka komputerowa.
- Odpowiedź: Miejsca lądowania ze względu na zapewnienie poprawnej łączności radiowej dobierane były w taki sposób, żeby Ziemia była wysoko nad horyzontem. Istnieją zdjęcia z astronautami na tle Ziemi, jak i cały film z takimi ujęciami: https://www.nasa.gov/history/alsj/a17/video17.html (czas misji: 143:18:10). Należy też dodać, że w 1969 nie było komputerów do obróbki filmów.

- Zarzut: Zdjęcia z Księżyca są podejrzanie dobrej jakości, jak na robione w niewygodnych skafandrach kosmicznych.
- Odpowiedź: Trening astronautów przed odlotem obejmował także i zagadnienie robienia jak najlepszych zdjęć w skafandrach. Niemniej jednak istnieje duża kolekcja niezbyt udanych zdjęć.

- Zarzut: Napełnione powietrzem skafandry kosmiczne w atmosferze Księżyca byłyby zbyt sztywne, by umożliwiać poruszanie się astronautom.
- Odpowiedź: Skafandry kosmiczne mają kilka warstw właśnie po to, by temu zapobiegać.

- Zarzut: Na wielu zdjęciach cienie rzucane przez obiekty padają w różnych kierunkach, co sugeruje używanie wielu źródeł światła.
- Odpowiedź: To, że cienie zdają się padać w różnych kierunkach, wynika z faktu istnienia zjawiska perspektywy. Teza ta nie tłumaczy też, dlaczego domniemane kilka źródeł światła tworzy przy każdym obiekcie tylko jeden cień.

- Zarzut: Na wielu zdjęciach cienie rzucane przez stojących blisko siebie astronautów są różnej długości.
- Odpowiedź: Wynika to z nierówności powierzchni Księżyca.

- Zarzut: Na filmie z misji widać, jak amerykańska flaga łopocze na wietrze.
- Odpowiedź: Flaga „łopocze” tylko wtedy, gdy jest poruszona przez astronautę. W szczególności są na filmie momenty, gdy astronauta przechodzi tuż obok flagi, która pozostaje nieruchoma. Na Ziemi spowodowany przez astronautę ruch powietrza musiałby nią poruszyć.

- Zarzut: Także i na zdjęciach flaga jest pomarszczona tak, jakby łopotała na wietrze.
- Odpowiedź: Flaga jest pomarszczona (co jest wynikiem sposobu jej transportu oraz użycia specjalnego płynu [podobnego do wosku], w którym była wcześniej namoczona), jednak na każdym zdjęciu jest pomarszczona w identyczny sposób.

- Zarzut: Astronauci na Księżycu podskakują zbyt nisko. W grawitacji Księżyca powinni być w stanie skakać wyżej.
- Odpowiedź: W misji Apollo 11 astronautom nie pozwolono na wykonywanie bardziej ryzykownych manewrów z obawy, że ich skafandry kosmiczne mogą się rozedrzeć. Pomimo tego akrobacje przez nich wykonane byłyby niemożliwe do odtworzenia w warunkach ziemskiej grawitacji.

- Zarzut: Odrzut silnika rakietowego modułu księżycowego powinien był zostawić pod sobą krater.
- Odpowiedź: Ciąg silnika rakietowego był zbyt słaby, by utworzyć krater.

- Zarzut: Na jednym ze zdjęć widać wyraźnie literę C na jednym z księżycowych kamieni, co sugeruje, że jest to jedynie rekwizyt.
- Odpowiedź: Na powiększeniach widać, że „literą” jest tak naprawdę włos, który przyczepił się do zdjęcia i został razem z nim powielony. Ponadto, „litery” nie widać na innych zdjęciach tego samego kamienia.

- Zarzut: Wiele zdjęć robionych w różnych miejscach ma identycznie wyglądające wzgórza w tle.
- Odpowiedź: „Wzgórzami” są naprawdę góry, a porównanie zdjęć wykazuje, że ich wygląd jest inny w zależności od tego, z której strony są sfotografowane.

- Zarzut: Ziemia na jednym ze zdjęć ma tak dobrą ostrość, że widać dokładnie Afrykę.
- Odpowiedź: Astronauci robili zdjęcia na najlepszych ówcześnie dostępnych kliszach.

- Zarzut: Według zwolenników teorii spiskowej na tym filmie oraz kilku innych z misji Apollo astronauta podnoszony jest z ziemi na linie; piach spod butów wydaje się opadać z większym przyspieszeniem niż człowiek.

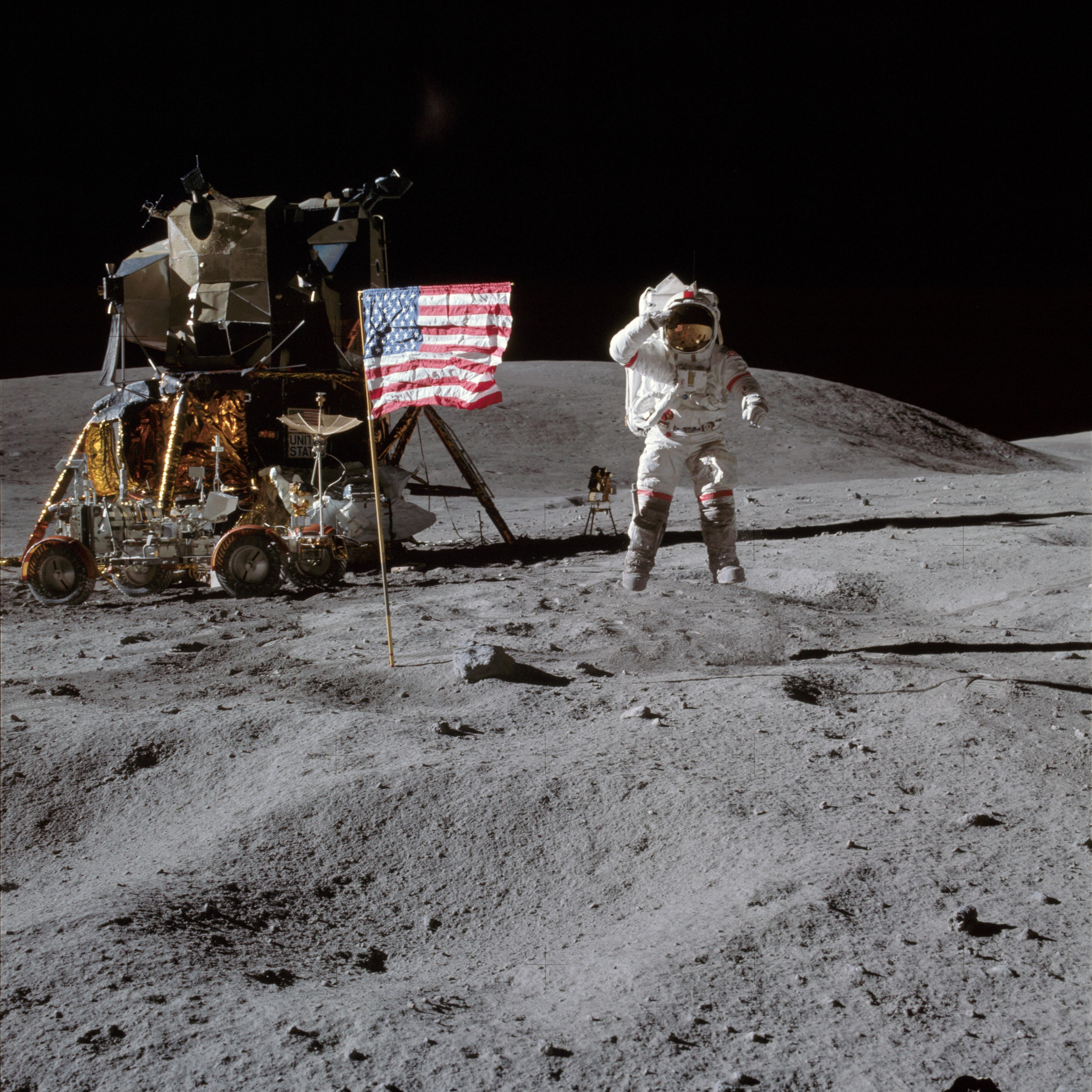
Fotografia Johna Younga salutującego w podskoku.

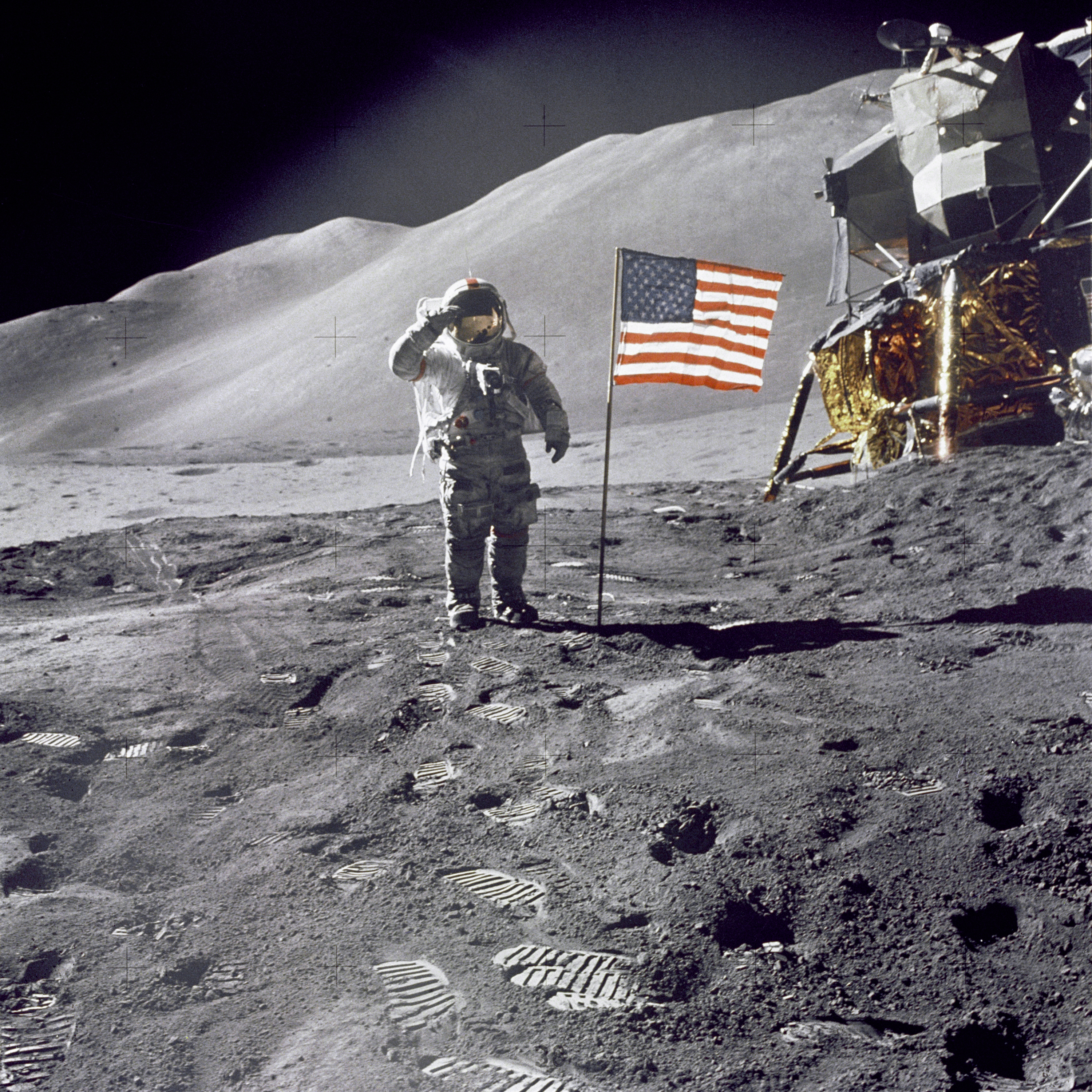
David Scott oddaje honory amerykańskiej fladze.

Innym przykładem rozbieżności pomiędzy prędkością opadania człowieka oraz pyłu jest film z misji Apollo 16 przedstawiający Johna Younga salutującego w podskoku. http://www.hq.nasa.gov/alsj/a16/video16.html (czas misji: 120:25:23) John's 'Big Navy Salute'
- Odpowiedź: Biorąc pod uwagę fakt istnienia wielogodzinnych filmów pokazujących astronautów na Księżycu, każdy z nich musiałby być podczepiony do liny przez cały czas trwania takiego filmu, zarazem zachowując pełną swobodę ruchu w poziomie, co w warunkach studyjnych jest niewykonalne.

- Zarzut: Piach podrywany spod kół Lunar Roving Vehicle na jednym z filmów wydaje się „kłębić w powietrzu” i opadać zbyt wolno jak na księżycowe warunki, co ma dowodzić obecności powietrza na planie filmowym.
- Odpowiedź: Fakt, że na innych filmach piach nie „kłębi się w powietrzu” dowodzi, że były one robione na Księżycu (uzyskanie takiego efektu w takiej skali w warunkach studyjnych jest niemożliwe).

- Zarzut: Ujęcie przedstawiające odlot ostatnich ludzi z Księżyca przypomina raczej film science–fiction z lat 60., niż rzeczywisty start ważącej kilka ton rakiety. Na początku widać jakby mini–wybuch połączony z fajerwerkami, następnie moduł zaczyna się unosić do góry. Nie widać gazów wylotowych, linia horyzontu pod silnikiem jest nienaruszona. Kamera podążająca za startującym modułem jest rzekomo sterowana zdalnie z Ziemi, co wydaje się wyczynem karkołomnym z uwagi na opóźnienie transmisji (ponad jednosekundowe w każdą stronę).
- Odpowiedź: Lądownik był na paliwo z mieszanki czterotlenku azotu i Aerozine 50, a gazy wydechowe tego paliwa są przezroczyste. Zdalne prowadzenie kamery nawet z dwusekundowym opóźnieniem było technicznie możliwe i nie było karkołomne.

- Zarzut: Pomimo że od czasu misji Apollo minęło już ponad 50 lat, w czasie których technika kosmiczna niewątpliwie posunęła się do przodu, ludzie nie są w stanie wrócić dziś na Księżyc. Wszelkie plany powrotu człowieka na Srebrny Glob wybiegają w przyszłość o co najmniej dekadę i z każdym rokiem odsuwane są dalej w przyszłość.
- Odpowiedź: Przyczyną są koszty lotów na Księżyc oraz brak istotniejszych korzyści wynikających z takich lotów. Celem programu Apollo było zademonstrowanie przez USA przewagi technicznej nad ZSRR, badania Księżyca były tylko wygodnym pretekstem. W momencie, gdy cel propagandowy został osiągnięty, tzn. gdy stało się jasne, że ZSRR zrezygnował z własnego programu księżycowego, sami Amerykanie zrezygnowali z trzech ostatnich lotów Apollo, uznając je za wydatek bez sensu i skoncentrowali wysiłki na orbicie okołoziemskiej. Nie udało się polecieć na Księżyc po zakończeniu programu Apollo nie dlatego, że było to niemożliwe. Lotów zaniechano z powodu zmiennych celów dla NASA narzucanych przez zmieniające się rządy, braku jasnego celu takich lotów oraz braku funduszy wymaganych do takowych przedsięwzięć[8]. Jednak Program Artemis, mający na celu powrót na Srebrny Glob, jest na dalekim etapie prac i przewiduje załogowe lądowanie na Księżycu w 2026 roku[9].

- Zarzut: Klisza na Księżycu musiałaby wytrzymać temperaturę wahającą się od +250 °C do nawet –250 °C, co jest niemożliwe.
- Odpowiedź: Waha się tylko temperatura gruntu[a]. Na Księżycu prawie nie ma atmosfery – panuje tam prawie doskonała próżnia, która jest idealnym izolatorem cieplnym. W czasie używania same aparaty były wystawione na promienie słoneczne przez tak krótki czas, że nie nagrzewały się w sposób wystarczający, by się zniszczyć.

- Zarzut: Podczas obserwacji Księżyca (np. sonda Clementine) nie odnaleziono sprzętu pozostawionego tam przez selenonautów.
- Odpowiedź: Zdjęcie sprzętu pozostałego po misji Apollo 15 wykonane przez sondę Clementine można znaleźć np. tutaj: https://web.archive.org/web/20090404025210/http://www.tass-survey.org/richmond/answers/lunar_lander.html (Apollo 15 landing site). Lepszej jakości zdjęcia zostały wykonane przez nowocześniejszą sondę LRO (LRO Sees Apollo Landing Sites, Miejsce lądowania Apollo 12). Widoczne są również flagi pozostawione przez selenonautów[10]. Natomiast niemożliwa jest obserwacja tych pozostałości ani jakimikolwiek teleskopami naziemnymi, ani teleskopami umieszczonymi na orbicie okołoziemskiej (rozdzielczość uzyskiwana przez te instrumenty jest zbyt mała).

- Zarzut: Na zdjęciach widać, że kombinezony Armstronga i Aldrina miały zamki błyskawiczne na plecach, a wystarczyłby jeden zagięty ząbek, by doszło do dekompresji, która spowodowałaby śmierć astronautów. NASA nie dopuściłoby do takiej sytuacji.
- Odpowiedź: Kombinezony miały podwójne hermetyczne zamki, trzeci zewnętrzny zamek nie miał znaczenia w kwestii utrzymywania ciśnienia, więc taka sytuacja była niemożliwa[11].
- Zarzut: Pomimo iż silniki lądowników wzbudzały tumany pyłu przed kontaktem z powierzchnią Księżyca – na zdjęciach po wylądowaniu – pokryte złotą folią talerzowe podpory lądowników – są idealnie czyste.
- Odpowiedź: Należy pamiętać, że lądownik wyposażony był w czujniki podłoża o długości 170 cm, czyli na tej wysokości silnik hamujący był wyłączany i dzięki temu zanim podstawy lądownika dotknęły podłoża regolit najczęściej zdążył opaść. W bazie zdjęć z misji Apollo są też fotografie przedstawiające przysypane regolitem talerzowe podpory. Bardzo istotne jest też to, że na Księżycu nie ma atmosfery, więc nie mogą tam powstawać tumany pyłu, regolit odrzucany jest przez strumień gazów silnika na boki i natychmiast opada, bez atmosfery nic nie może się kłębić.

## Motyw w sztuce
- Aluzje do teorii spiskowej pojawiają się w teledysku piosenki „Amerika” niemieckiego zespołu metalowego Rammstein, w teledysku „On Top of the World” zespołu Imagine Dragons, a także w teledysku „Apollo” norweskiej formacji Apoptygma Berzerk.
- W grze Area 51 gracz odwiedza studio filmowe znajdujące się w Strefie 51, w którym rzekomo kręcono lądowanie na Księżycu.
- W grze Grand Theft Auto: Vice City w studiu filmowym InterGlobal w hangarze B znajduje się model powierzchni Księżyca, statek kosmiczny i flaga USA.
- W filmie Minionki tytułowe postacie przerywają kręcenie filmu w studiu w momencie, gdy Neil Armstrong wbija flagę w powierzchnię Księżyca.
- W filmie Interstellar system edukacyjny uczy dzieci w szkołach, że człowiek nigdy nie wylądował na Księżycu[12].
- W grze Counter Strike: Global Offensive na mapie Apollo widoczna jest rzekoma powierzchnia księżyca, jednak w kopule jest dziura, przez którą widać napis przypominający Hollywood, co wskazuje na sfabrykowanie całego przedsięwzięcia.
- W Filmie Odlotowa przygoda jeden z bohaterów, milioner Richard Carson, dowodzi za pomocą zmanipulowanego filmu, że lądowanie na Księżycu wyreżyserował i nakręcił Stanley Kubrick. W późniejszych scenach okazuje się, że był to sprzątacz milionera, podobny do słynnego reżysera.